# Krümpel
Die Firma Krümpel war ein Hersteller von Traktoren aus dem münsterländischen Wettringen.
In den 1930er Jahren strebten die landwirtschaftlichen Betriebe nach Motorisierung. Im Hause Krümpel wurden Ackerschlepper entwickelt. Der erste Schlepper in Blockbauweise entstand im Jahre 1938 mit einem Deutz-Motor F2M 414, 2200 cm³ Hubraum, 22 PS bei einer Drehzahl von 1.500 min−1 mit 4-Gang-Getriebe in solider, schwerer und stabiler Ausführung. Die Maschinen erreichten eine Höchstgeschwindigkeit von 15 km/h. Der Krümpel-Traktor war mit Reifen der Größen 5.50-16 (vorne) und 9.00-24 (hinten) ausgerüstet. Ein mechanisches Seitenmähwerk gab es auf Wunsch. Der Krümpel-Traktor hatte eine Ackerschiene mit Plattform, eine Hydraulik war nicht vorgesehen. Bis in die Kriegsjahre konnten unter größten Beschaffungsschwierigkeiten 20 Schlepper gefertigt und verkauft werden.
Nach dem Zweiten Weltkrieg wurden ab 1947 wieder Traktoren produziert. In den Jahren 1953/54 wurden nur noch vereinzelte Stückzahlen dieses Traktors gebaut, um dann die Produktion einzustellen. Die tatsächliche Stückzahl der produzierten Krümpel-Traktoren wurde nicht dokumentiert. Ehemalige Mitarbeiter der Krümpel KG beziffern die gebaute Stückzahl auf ca. 120 Traktoren.
Einige Exemplare sind noch erhalten und fahrbereit.